# Ulrich Meyenborg
Ulrich Meyenborg (* 22. September 1940 in Stockelsdorf; † 21. März 2023 in Lübeck) war ein deutscher Lehrer und Politiker (SPD). Er war Mitglied des Schleswig-Holsteinischen Landtags sowie Bürgerschaftsabgeordneter und Senator der Hansestadt Lübeck.

## Leben
Meyenborg wurde in Stockelsdorf im Kreis Ostholstein geboren. Nach dem Schulabschluss machte er eine Ausbildung zum Chemielaboranten, die er 1960 abschloss, und war bei der Bundeswehr. 1964 legte er die staatliche Prüfung als Chemotechniker ab und war anschließend in verschiedenen beruflichen Funktionen, darunter als Betriebsleiter und Direktionsassistent, in Lübeck und Hamburg tätig. 1970 wurde er Mitglied der SPD. Von 1971 bis 1975 studierte er an der Pädagogischen Hochschule in Kiel. Er legte das Erste und Zweite Staatsexamen ab und unterrichtete von 1977 bis 1983 als Realschullehrer in Lübeck.
Bei der Wahl zur Lübecker Bürgerschaft am 5. März 1978 wurde er im Wahlbezirk 24 direkt gewählt, ebenso bei der Wahl am 7. März 1982. Bürgerschaftsmitglied war er bis April 1983. In der Bürgerschaft saß er von 1980 bis 1983 dem Umweltausschuss vor.
Am 13. März 1983 wurde er im Wahlkreis 38 Lübeck-Nord direkt in den Landtag von Schleswig-Holstein gewählt. Wiedergewählt wurde Meyenborg 1987 für die 11. Wahlperiode sowie 1988 für die 12. Wahlperiode. Er gehörte einer Reihe von Ausschüssen an und war in der 12. Wahlperiode stellvertretender Vorsitzender der SPD-Fraktion.
1989 nahm Meyenborg an der 9. Bundesversammlung teil, bei der Richard von Weizsäcker (CDU) zum Bundespräsidenten wiedergewählt wurde. Am 1. November 1990 schied Meyenborg vor Ablauf der Wahlperiode aus dem Landtag; für ihn rückte Dora Heyenn nach.
1990 wurde Meyenborg Senator der Hansestadt Lübeck. In seine Zuständigkeit fielen die Bereiche Kultur, Schule, Sport und Jugend. In seiner Amtszeit wurde die Musik- und Kongreßhalle Lübeck gebaut, das Theater Lübeck saniert, das Buddenbrookhaus als Heinrich-und-Thomas-Mann-Zentrum eingerichtet, das Günter-Grass-Haus eröffnet und die Nordischen Filmtage Lübeck weiterentwickelt. Im Oktober 2002 ging Meyenborg in den Ruhestand.
Die Archäologische Gesellschaft der Hansestadt Lübeck widmete ihm die 2002 veröffentlichte Aufsatzsammlung Fakten und Visionen – die Lübecker Archäologie im letzten Jahrzehnt. Meyenborg, der Vorsitzender des SPD-Kreisverbandes Lübeck war, veröffentlichte 2005 bei Schmidt-Römhild Die Lübecker SPD von 1968 bis 2003.
Ulrich Meyenborg war verheiratet und hatte zwei Kinder. Er verstarb am 21. März 2023.

## Werke
- Die Lübecker SPD von 1968 bis 2003. Lübeck 2005
- ... Über 750 Jahre Dänischburg: 75 Jahre SPD-Ortsverein. Schmidt-Röhmhild, Lübeck 1996
- Paul Bromme (1906–1975), Ein Sozialdemokrat im politischen Exil und in der Lübecker Nachkriegspolitik. Erinnerungen und Einschätzungen, Archiv der Hansestadt Lübeck 2013, Heft 22 der Kleinen Hefte zur Stadtgeschichte
- Broschüre über Karl Fick vom SPD-Ortsverein Stockelsdorf